# What a Man!
What a Man! é um filme de comédia romântica norte-americano de 1930 dirigido por George Crone e estrelado por Reginald Denny, Miriam Seegar e Hervey Clark. Foi uma adaptação da peça They All Want Something por Courtenay Savage, que foi ele próprio baseado em um romance de E.J. Rodriguez. O filme foi refeito em 1938 como Merrily We Live. É também conhecido pelo título alternativo, His Dark Chapter ou The Gentleman Chauffeur.

## Elenco
- Reginald Denny como Wade Rawlins
- Miriam Seegar como Eileen Kilbourne
- Harvey Clark como Mr. Kilbourne
- Lucille Ward como Mrs. Kilbourne
- Carlyle Moore Jr. como Kane Kilbourne
- Anita Louise como Marion Kilbourne
- Norma Drew como Elsie Thayer
- Christiane Yves como Marquise de la Fresne
- Charles Coleman como William, o mordomo
- Greta Granstedt como Hanna, a empregada